# Cneaz
Cneaz este un cuvânt întâlnit în unele limbi slave. Este tradus uneori (inexact) prin prinț sau duce.

## Etimologie
Cuvântul își are originea probabil din cuvântul proto-germanic kuningaz, care a fost la rândul lui împrumutat din vechea slavonă în limbile finlandeză și estonă – kuningas.
Titlul este scris și pronunțat similar în limbile est-europene:
- limba bulgară – княз (kniaz), cu femininul княгиня (cniaghinia);
- limbile rusă și ucraineană – князь, cu femininul княгиня (cniaghinia);
- în limbile sârbocroată și slovenă – кнез (knez);

A fost împrumutat din limbile slave în: 
- limba română – jude (judecător; dux – duce); în Banat se mai folosește varianta chinez;
- limba maghiară – kenéz.

În limbile vest slave și-a schimbat într-o oarecare măsură înțelesul în:
- limba sorbiană de jos a ajuns să însemne senior feudal;
- limba poloneză, acest împrumut germanic a devenit ksiądz – „preot” sau książę / kniaź – „duce”.

## Evul Mediu
Înțelesul cuvântului s-a schimbat de-a lungul timpului. La început a fost folosit pentru a desemna funcția șefului de trib. Mai târziu, odată cu dezvoltarea statelor feudale, a ajuns să desemneze pe domnitorul în statele slavilor răsăriteni. Aceste state erau княжество – cniajestvo – cnezatele, așa cum au fost Rusia Kieveană sau Cnezatul Moscovei.
Odată cu creșterea gradului de centralizare, a întinderii și forței economice și militare a statului feudal, titlul s-a schimbat în Velikii Cneaz – Mare Cneaz, el domnind peste un Velikoe Cniajestvo – Mare Cnezat, în vreme ce vasalii săi erau udelinîi cniazi, sau mai simplu cneaz, iar statele conduse de aceștia din urmă fiind numite udelinoe cneajestvo ori volosti.
Când Rusia Kieveană a fost fragmentată în secolul al XIII-lea, titlul de cneaz a continuat să fie folosit în statele rutene, inclusiv în: Novgorod, Vladimir-Suzdal, Cnezatul Moscovei, Tver, Halici-Volinia și în Marele Ducat al Lituaniei.

## Titlul slavon în feudalismul târziu și în epoca modernă
Cum Marele cnezat al Moscovei își răspândea tot mai mult controlul său asupra federațiilor succesoare ale Rusiei Kievene, marele cneaz Ivan al IV-lea a fost încoronat în 1547 ca țar. Începând cu mijlocul secolului al XVIII-lea, titlul (demnitatea) de "mare cneaz" a început să fie folosită pentru fiii și nepoții pe linie masculină a împăraților Imperiului rus.
Termenul cneaz a continuat să fie un titlu nobiliar al membrilor din familile Rurikide (Repnin, Gorciakov) sau Gediminide (Golițîn, Trubețkoi). Rurikizii și Gediminizii erau numiți cneji (prinți) încă din vremea când domniseră în mici cnezate (principate) medievale suverane. După ce statele lor au fost absorbite de Marele Cnezat al Moscovei, conducătorii acestor stătulețe au ajuns membri ai Curții țarilor, fiind autorizați să-și păstreze titlurile princiare.
Începând cu secolul al XVIII-lea, titlul ("mare cneaz", împreună cu o moșie din teritoriul ce purta acest titlu) era conferit ocazional de țar, ca răsplată pentru servicii deosebite aduse imperiului. Astfel, Petru cel Mare i-a conferit titlul de cneaz („kneaz luminat” – duce) favoritului său, Aleksandr Menșikov, iar mai târziu, Ecaterina cea Mare, prin hotărârea "cezarului roman", i-a conferit titlul de mare cneaz amantului ei, comandantul militar și omul de stat Grigori Potemkin. După 1801, după încorporarea Georgiei în Imperiul rus, diferitele titluri nobiliare (de comite) ale aristocraților locali au fost traduse în limba rusă (slavonă), deseori într-un mod controversat, prin "cneaz". Similar, numeroși nobili mărunți tătari (sau din așa-numita de greci „Tartaria”, litoralul de nord al Mării Negre) au pretins dreptul de a se numi "cneji" (deoarece și ei erau comiți încă până la trecerea întâietății în Rusia la Marele cnezat al Moscovei).
Între 1809-1917, Finlanda era numită Marele Ducat al Finlandei ("Velikoe Cneajestvo Finlandskoe").
În Banatul medieval, până târziu, în perioada imperială habsburgică, cneazul era numit chinez. Satele românești și cele sârbești erau conduse de către un cneaz sătesc, care era veriga de legătură între comunitate și domnul de pământ sau autoritatea statală. El îmbina funcția administrativă a unui primar cu cea fiscală, de perceptor. În perioada imperială a existat și instituția obercneazului – un cneaz superior, șeful unui grup de cneji sătești.